# Cynometra novo-guineensis
Cynometra novo-guineensis là một loài thực vật có hoa trong họ Đậu. Loài này được Merr. & L.M.Perry miêu tả khoa học đầu tiên.